# کولمن (اکلاهما)
کولمن (به انگلیسی: Coleman) یک منطقهٔ مسکونی در ایالات متحده آمریکا است که در شهرستان جانستون، اکلاهما واقع شده‌است.